# Gunther (ermite)
Pour les articles homonymes, voir Günther.
 (mars 2017).
Gunther (vers 955 - 9 octobre 1045 à Hartmanitz) est un ermite catholique originaire de Bohême, au XIe siècle.

## Biographie
Gunther naît aux alentours de 955. Fils d'une famille noble, il est le cousin d'Étienne, roi de Hongrie et compte parmi les ancêtres de la maison de Schwarzbourg. Il passe la première partie de sa vie à la cour.
Il est converti en 1005 vers l'âge de 50 ans par Gothard de Hildesheim, abbé de Hersfeld puis évêque de Hildesheim. Il choisit la vie monacale pour faire pénitence de ses fautes passées. Avec le consentement de ses héritiers, il lègue tous ses biens à l'abbaye d'Hersfeld, se réservant le droit de doter richement et de subvenir aux besoins de l'abbaye de Göllingen, dont il conserve la propriété malgré tous les efforts de Gothard pour l'en empêcher. En 1006, le novice fait un pèlerinage à Rome, et l'année suivante fait ses vœux en tant que frère laïc à l'abbaye de Niederaltaich auprès de Gothard.
Peu de temps après, Gunther implore urgemment de pouvoir administrer Göllingen et les protestations de Gothard ne le font pas se détourner de son objectif. Juste après son élévation à la tête de l'abbaye, l'ancien frère laïc tombe malade et, comme il n'est pas d'accord avec ses moines, les affaires du monastère sont mal gérées. Par ses conseils et ses reproches, Gothard réussit à effacer les erreurs de Gunther, qui retourne une fois encore à sa modeste condition à Niederaltaich.
En 1008, il se replie vers la nature, dans une falaise près de Lalling, afin de vivre comme un ermite. En 1011 il s'enfonce plus loin au nord dans la forêt avec plusieurs compagnons et s'établit à Rinchnach, où il construit des cellules et une église dédiée à Saint Jean-Baptiste. Là, il vit pendant trente-quatre ans une vie d'une extrême pauvreté et de mortification. Les quantités d'eau sont rationnées pour les frères, seuls les invités sont libres d'en utiliser comme ils veulent. Bien qu'il n'ait jamais rien appris mis à part le psautier, Gunther reçoit de Dieu, en retour de son extrême austérité, une profonde connaissance des Saintes Écritures et édifie par son enseignement tous ceux qui viennent lui rendre visite. Wolfher, son biographe, relate qu'il le connaît intimement, et écoute souvent son admirable sermon fait à son patron, Saint Jean-Baptiste, sermon qui provoque les larmes de tous ceux qui l'entendent.
L'ermite rend visite à sa famille, au roi de Hongrie, obtient de lui de grosses sommes d'argent pour les pauvres, et le presse de construire un certain nombre d'églises et de monastères. Mabillon reproche l'acte de don fait par le roi saint Étienne, le 6 juin 1009. En 1029, Conrad II dote richement l'abbaye de Rinchnach, et en 1040, l'empereur Henri III l'affilie à l'abbaye de Niederaltaich.
Gunther meurt à Hartmanitz, en Bohême, le 9 octobre 1045, dans les bras du duc Brzetislaw de Pologne et de l'archevêque de Prague. Il est enterré dans l'église de Brzevnow ; mais les restes de son corps seront détruits par les hussites en 1420.

## Sources
- Cet article comporte des textes provenant de la Catholic Encyclopedia  de 1913 (domaine public).